# Çirax
Çirax è un comune dell'Azerbaigian situato nel distretto di Şabran.